# 奧克拉科克 (北卡羅萊納州)
奧克拉科克（英語：Ocracoke）是位於美國北卡羅萊納州海德縣的普查規定居民點。

## 人口
根據2020年美國人口普查的數據，奧克拉科克的面積為24.91平方千米，當中陸地面積為22.27平方千米，而水域面積為2.64平方千米。當地共有人口797人，而人口密度為每平方千米32人。